# 제주 관음사 목조관음보살좌상
제주 관음사 목조관음보살좌상(濟州 觀音寺 木造觀音菩薩座像)은 대한민국 제주특별자치도 제주시, 관음사에 있는 조선시대의 불상이다. 1999년 10월 6일 제주특별자치도의 유형문화재 제16호로 지정되었다.

## 개요
목조관음보살좌상은 1698년 제작되어 전남 영암 성도암에서 개금(改金), 해남 대흥사에 봉안됐다가 1908년 제주관음사를 재 창건한 안봉여관스님이 1925년 대흥사의 말사인 제주 관음사로 옮겨온 것으로 기록되어 있다. 전체높이 75cm, 얼굴높이 14cm, 어깨너비 34cm, 무릎높이13cm, 무릎너비 47cm이다. 17세기말의 전형적인 불상 양식을 갖춘 이 불상은 등신대의 단아한 상으로 삼산보관(三山寶冠)을 따로 쓰고 있다. 보관 정면에 커다란 꽃무늬 8송이가 배치돼 있고 좌우로 장식이 있는 전형적인 조선후기 보관이다. 양감 있고 눈, 코, 입의 단아한 얼굴 표현, 유연한 옷주름은 당대 수작으로 평가된다.

## 참고 자료
- 관음사목조관음보살좌상 - 국가유산청 국가유산포털